# Автобусы Mercedes-Benz
Компания Mercedes-Benz выпускает автобусы с 1895 года в Мангейме. С 1995 года автобусы выпускаются компанией EvoBus GmbH, дочерней компанией Daimler Truck.

## История
Первый в мире моторизированный автобус был представлен в 1895 году Карлом Бенцем. Через несколько лет производить и продавать автобусы начал Готтлиб Даймлер. К 1898 году Карл Бенц и Готтлиб Даймлер экспортировали автобусы в Уэльс и Англию. В 1902 году в Британской империи компания Milnes разработала двухэтажный автобус.
Из-за экономических трудностей в начале 1900-х годов в 1926 году компании Daimler-Motoren-Gesellschaft и Benz & Cie объединились в одну компанию, получившую название Daimler AG. Основное внимание уделялось на дизельные двигатели.
В 1951 году компания Mercedes-Benz разработала первый автобус на собственном шасси — O6600H. Он оснащён двигателем мощностью 145 л. с., низкой рамой и электрической трансмиссией.
В 1954 году компания Mercedes-Benz представила первый полуинтегральный автобус — O321H. Он же стал первым автобусом со спиральными пружинами в передней подвеске.

### Mercedes-Benz do Brasil Ltda.
В 1951 году технические специалисты Daimler-Benz в сопровождении бразильских специалистов провели исследования с целью анализа производства транспортных средств в Бразилии. Два года спустя, 7 октября 1953 года, была официально основана компания Mercedes-Benz do Brasil, первым президентом которой стал Альфред Юржиковский. Затем был построен завод в Сан-Бернарду-ду-Кампу в штате Сан-Паулу. 28 сентября 1956 года завод был торжественно открыт в присутствии тогдашнего президента Бразилии Жуселину Кубичека. Эта дата знаменует рождение бразильской автомобильной промышленности.
До 1958 года на бразильском заводе производились только грузовики, а местные производители кузовов устанавливали грузовые шасси на автобусы. В 1958 году началось местное производство автобусов Mercedes-Benz O321H, которые поставлялись как на местный рынок, так и на рынки других стран Южной Америки (хотя некоторые латиноамериканские операторы также закупали автобусы Mercedes-Benz европейского производства). Например, 550 единиц автобусов O321 бразильского производства были экспортированы в Аргентину в 1961 году, а ещё 300 единиц были экспортированы в Венесуэлу в 1965 году.
В 1963 году было представлено переднемоторное автобусное шасси на базе грузовика LP 321. Новые модификации этого шасси, а также новые модификации автобуса O 321 integral были представлены в 1964 году. Первым интегральным автобусом в Бразилии стал O 326 — заднемоторный автобус, представленный в 1966 году. На него устанавливался двигатель OM 326 с турбонаддувом мощностью до 200 л. с. В 1965 году также было представлено новое переднемоторное автобусное шасси — LPO 344 на грузовом шасси.
В 1969 году компания Mercedes-Benz do Brasil представила новый автобус для сельских и городских перевозок. Обозначенный как O352, автобус был оснащён дизельным двигателем с непосредственным впрыском топлива. В том же году были представлены два новых переднемоторных шасси — LPO 1113 и LPO 1520.
В 1970-х годах завод в Сан-Бернарду-ду-Кампу расширялся, чтобы удовлетворить растущий спрос на производство коммерческих автомобилей. К концу этого десятилетия Mercedes-Benz произвёл на бразильском заводе более 500 000 коммерческих автомобилей, около 4000 из которых были автобусами.
В 1970 году были представлены заднемоторные шасси автобуса OH 1313 и переднемоторные шасси автобуса 1313. Год спустя был представлен новый автобус — O 362 с большим багажным отделением, нежели у его предшественника O 321. Ещё один автобус (O 355) был представлен Mercedes-Benz do Brasil в 1974 году. В том же году было представлено заднемоторное шасси OH 1517. Через год после того, как в 1977 году в Бразилии был построен первый трёхосный автобус (на базе переднемоторного шасси Mercedes-Benz LPO 1113) Mercedes-Benz do Brasil представил модель O 364. В 1978 году производство O 362 было прекращено.
Поскольку спрос на автобусы к тому времени возрастал, в Кампинасе (город в штате Сан—Паулу, Бразилия) был открыт новый завод, предназначенный только для производства автобусов. Этот завод считался самым большим и современным заводом по производству автобусов в Западном мире. Завод в Сан-Бернарду-ду-Кампу продолжал расширяться.
В 1984 году компания Mercedes-Benz do Brasil представила два новых автобуса: O 370 и O 365. В 1987 на смену пришёл автобус O 371.
В 1991 году в Бразилии был открыт Центр технологического развития. На сегодняшний день компания выпускает самые крупные автобусы в Латинской Америке.
В 1994 году компания Mercedes-Benz do Brasil представила линейку автобусов O 400. Первым сочленённым автобусом стал O 400 UPA, запущенный в производство в 1995 году.
В 1996 году был представлен автобус O 371 для регулярных маршрутов. Однако несколько месяцев спустя Mercedes-Benz объявил о прекращении производства автобусов в Бразилии. Было сделано заявление, в котором компания объявила, что отныне сосредоточится на производстве и разработке автобусных шасси и платформ. Производство автобусов было перенесено на завод в Сан-Бернарду-ду-Кампу в 2000 году, когда промышленный комплекс Кампинаса был выделен для проведения мероприятий, связанных с обучением и контролем дилерской сети в Бразилии, распространением запчастей и аксессуаров и технической помощью.
В 2006 году компания DaimlerChrysler do Brasil представила два новых сочленённых автобусных шасси — O 500 MA (с высоким полом) и O 500 UA (с низким полом).
С 2014 года под эгидой Mercedes-Benz do Brasil Ltd. шасси автобусов, производимые заводом Mercedes-Benz в Бразилии, поставляются на бразильский рынок и экспортируются в страны Северной и Южной Америки, Ближнего Востока, Африки и Азии. Среди автобусов, производимых компанией Mercedes-Benz в Бразилии, существует серия модульных автобусных шасси O 500.

## Продукция

### Автобусы малой вместимости
- Sprinter (с 1995)
- Vario (1996—2013)
- Medio (2000—2005)
- LO (с 1932)

### Прочие автобусы
- LPO 322/457 (1962—1966)
- O317 (1958—1977)
- O321 (1954—1970)
- O322 (1959—1964)
- O326 (1958—1969)
- O302 (1965—1974)
- O303 (1974—1992)
- O305 & O305G (1969—1987)
- O307 (1973—1987)
- O309 (1967—1986)
- O340 (1992—1999)
- O352 (1960—1970)
- O355 (1972—1978)
- O362 (1975—1979)
- O364 (1979—1986)
- O365 (1984—1988)
- O370R, O370RS, O370RSD (1984—1987)
- O371U, O371UP, O371UL, O371R, O371RS, O371RSL, O371RSE и O371RSD (1980—1990)
- O400UP, O400UPA, O400R, O400RS, O400RSL, O400RSE и O400RSD (1994—2001)
- O404 (1992—1999)
- O405, O405G, O405N, O405GN, O405N2, O405GN2 и O405NH (1983—2001)
- O407 (1987—2001)
- O408 (1989—1999)
- Conecto (O345) (с 2002)
- Tourismo (O350) (с 1994)
- Tourino (O510) (2004—2013)
- Cito (O520) (1999—2003)
- Citaro (O530) (с 1997)
- Integro (O550) (с 1996)
- Intouro (O560) (с 1999)
- Travego (O580) (с 1999)
- SHD (с 2016)
- OC500RF 2542/2543/2546 (с 2001)
- OC500LE 1825h/1828h/1830h/1825hG/1830h (с 2001)
- OC500LF/OC500LF (с 2001)
- O500 M (1726/1826)
- O500 MA (2836)
- O500 UDA (3736)
- O500 R (1830)
- O500 RS (1936/1941/1942/1943)
- O500 RSD (2436/2441/2442/2443)
- O500 RSDD (2736/2741/2742/2743)
- O500 U (1726/1826)
- O500 UA (1930/2836)
- O500 UDA (3736)
- OF (с 1982)
- OH (с 1981)
- CBC 1725/1726 2007—2009
- IBC 1830/1833/1836/2436/2442 (2002—2007)
- IBC 1632/1636/2036
- Tourrider (North American Exclusive) (с 2021)

## Галерея
- Mercedes-Benz Conecto II в Москве
- Mercedes-Benz W906
- Plaxton Beaver 2 (Mercedes-Benz Vario)
- 24-местный автобус Mercedes-Benz O309
- Mercedes-Benz Cito
- Mercedes-Benz O305
- Двухэтажный автобус на базе Mercedes-Benz O305
- Mercedes-Benz O404
- Mercedes-Benz O405 в Сингапуре
- Mercedes-Benz O405G
- Mercedes-Benz O405NH в Сиднее
- Mercedes-Benz Citaro G
- Mercedes-Benz Conecto
- Mercedes-Benz Integro
- Mercedes-Benz Intouro
- Mercedes-Benz O371RS
- Mercedes-Benz Tourino
- Mercedes-Benz Tourismo
- Mercedes-Benz Travego
- Mercedes-Benz Tourismo в Берлине
- Mercedes-Benz OH1829/63
- Mercedes-Benz O405 CNG
- Mercedes-Benz OF1113
- Mercedes-Benz LP911
- Mercedes-Benz LP1113
- Mercedes-Benz OF1417
- Mercedes-Benz OF1617
- Mercedes-Benz OF1617
- Mercedes-Benz OF1617